# Catoblemma melanocephala
Catoblemma melanocephala là một loài bướm đêm trong họ Erebidae.